# 王侠 (政治人物)
王侠（1954年5月—），女，汉族，陕西清涧人。1971年12月参加工作，1974年7月加入中国共产党，中共中央党校在职研究生学历。她是中共第十六、十七届中央候补委员，第十八届中央委员。现任十三届全国政协农业和农村委员会副主任。

## 从政经历
1971年12月，王侠在陕西省清涧县师家园则公社插队当知青。1975年11月，在陕西省吴堡水文总站政工科当工人。1977年4月起在水利部黄河水利委员会任职，历任黄河中游治理局劳动人事处副处长、处长，副局长、局长等职务。
1999年3月转任地方，出任中共延安市委副书记、代市长、市长。2001年，晋升延安市委书记，并在次年召开的中共陕西省第十届委员会上，当选省委常委。2006年5月，王侠转任陕西省纪委书记。2007年5月，在第十一届中共陕西省委第一次会议上，晋升中共陕西省委副书记，兼任省委党校校长、省教育工委书记、中国延安干部学院第一副院长等职务。
2011年12月，57岁的王侠离开陕西，调国务院任职，出任国家人口和计划生育委员会主任、党组书记。
根据2013年3月第十二届全国人大第一次会议通过的《国务院机构改革和职能转变方案》，国家计生委和原卫生部合并，15个月前调任安徽省省长的前国家计生委主任李斌“回炉”，担任新部门国家卫生和计划生育委员会的负责人。在此次人大会议结束后不久，王侠被宣布出任中华全国供销合作总社党组书记、理事会主任，接替杨传堂调职后的空缺。
2015年7月，中华全国供销合作总社第六次代表大会上，连任第六届理事会主任。2018年3月，当选十三届全国政协常委、农业和农村委员会副主任。2019年1月，不再担任供销总社理事会主任，仍继续兼任总社党组书记。11月，到龄退休。